# Meeuwen Makrelen Loop
De Meeuwen Makrelen Loop is een hardloopevenement over het Nederlandse strand met als afstand 10 Engelse mijl (16,1 km). 

## Parcours
Het parcours loopt vanaf het zuidelijk havenhoofd van Scheveningen naar Monster en weer terug. De wedstrijd loopt met uitzondering van de start en de finish geheel over het strand. Het keerpunt ligt voorbij de zandmotor.

## Geschiedenis
Onder leiding van schaatsinternational Chris Meeuwisse werd de schaatstraining uitgebreid met rennen. Vertrekpunt was bij de Houtrusthallen. Eenmaal per jaar, in de maand december, als de schaatsers een goede conditie hadden, werd er een 10-mijlen loop georganiseerd. In 1996 deden ongeveer 30 mannen mee, nu doen er ruim 500 renners mee.
Nadat de Houtrusthallen in 2000 waren afgebroken, werd het vertrekpunt verplaatst naar Scheveningen. Het evenement werd steeds uitgebreider en er kwamen sponsors bij. In 2006 deden vier Kenianen mee, die door Bart Veldkamp getraind werden voor de alternatieve Elfstedentocht, hetgeen te volgen was op de televisieserie Kluners uit Kenia. Winnaar van deze elfde editie was Jimmy Kipkemboi Kering, die nog steeds het record op zijn naam heeft staan.
Tegenwoordig krijgen de lopers erwtensoep van sterrenkok Paul van Waarden en gebakken makreel van onder meer Simonis. Het evenement wordt al jaren de Meeuwen Makrelen Loop genoemd.
De leuze van de wedstrijd is "De Meeuwen Makrelen Loop gaat altijd door".
| Editie | Datum            | Winnaar                | Tijd    | Winnares           | Tijd    |
| ------ | ---------------- | ---------------------- | ------- | ------------------ | ------- |
| 11     | 2006             | Jimmy Kipkemboi Kering | 0:56.58 | Carin van der Ende | 1:14.56 |
| 12     | 16 december 2007 | Vincent Trinthamer     | 1:01.11 | Marleen Westhof    | 1:17.40 |
| 13     | 20 december 2008 | Vincent Trinthamer     |         |                    |         |
| 14     | 19 december 2009 | Hans Middelburg        | 1:00.46 |                    |         |
| 15     | 18 december 2010 | Edgard Creemers        | 1:01.40 |                    |         |
| 16     | 17 december 2011 | Rutger Kramer          | 1:03.26 | Helmie Ramakers    | 1:12.31 |
| 17     | 15 december 2012 | Vincent Trinthamer     | 1:03.23 | Anneke Starrenburg | 1:15.43 |
| 18     | 14 december 2013 | Edgard Creemers        | 1:04.16 |                    |         |
| 19     | 13 december 2014 |                        |         |                    |         |
| 20     | 19 december 2015 | Hans C. Rebers         | 1:04.11 |                    |         |
| 21     | 17 december 2016 | Jeroen van Aken        | 1:01.40 | Marianne Nijmeijer | 1:14.13 |
| 22     | 09 december 2017 |                        |         |                    |         |
| 23     | 17 december 2018 | Jesse van Straaten     | 1:05.58 | Hendrike Oosterhof |         |
| 24     | 21 december 2019 | Bram van Dongen        | 1:04.56 | Hendrike Oosterhof | 1:14.32 |
| 25     | 17 december 2022 | Moniem Abarkan         | 1:02.25 |                    |         |
| 26     | 16 december 2023 | Gearóid O'Shea         | 1:04:28 |                    |         |